# Aedes sangiti
Aedes sangiti is een muggensoort uit de familie van de steekmuggen (Culicidae). De wetenschappelijke naam van de soort is voor het eerst geldig gepubliceerd in 2001 door Girhe & Sathe.